# بيدرو شيريفيلا
بيدرو شيريفيلا برغش (بالإسبانية: Pedro Chirivella)‏ (23 مايو 1997 إسبانيا - ) هو لاعب كرة قدم إسباني، يلعب في مركز خط الوسط.

## روابط خارجية
- بيدرو شيريفيلا على موقع الاتحاد الأوربي (الإنجليزية)
- بيدرو شيريفيلا على موقع قاعدة بيانات كرة القدم.إي يو (الإنجليزية)
- بيدرو شيريفيلا على موقع ليكيب (الفرنسية)
- بيدرو شيريفيلا على موقع Soccerbase.com (لاعب) (الإنجليزية)
- بيدرو شيريفيلا على موقع Soccerway.com (الإنجليزية)
- بيدرو شيريفيلا على موقع عالم كرة القدم.نت (الإنجليزية)
- بيدرو شيريفيلا على موقع AS.com (الإسبانية)